# Адіт'ясена
Адіт'ясена  — правитель держави Пізніх (Східни) Гуптів.

## Життєпис
Син Мадавагупти. Посів трон 655 року. Невдовзі прийняв титул парамабгаґавата. Успішно діяв проти Шаластамбгі Млеччха, маграджи Камарупи. Також зникла загроза з боку Тибета, ценпо якого Манронманцан вимушен був воювати проти імперії Тан. Можливо це було частково результатом китайського посольства до правителів Гангської долини у 640-х роках. Танський уряд вирішив, що може розраховувати на правителів Маґадги у протистоянні з Тибетом.
Замирився з рештками Маукхарі, видавши доньку за раджу Богавармана. Протягом наступних війн змусив визнати свою зверхність держави Камарупа (північна Бенгалія), Ванга, Саматата (південна Бенгалія), захопив плато Чхота-Нагпур (основна частина сучасного Джхаркханду) і доаб між Гангом і Джамуною (схід сучасного Уттар-Прадешу).
На честь своїх перемог звів поблизу Наланди храм Магабохті. Також організував 3 церемонії ашвамедхи, про що зробив напис в храмі в Деогарі. Підтримав поширення індуїзму на противагу буддизму.
Про свої справи 672/673 року залишив написи в Афшаді і Шахпурі на горі Мандар в історичному регіоні Анга (поблизу сучасного міста Бхагалпур). Тоді ж прийняв титул магараджахіраджи (на кшталт імператора). Непальські записи називають Адіт'ясену великим володарем.
Йому спадкував син Девагупта.